# Prosoplus pictus
Prosoplus pictus är en skalbaggsart som beskrevs av Stefan von Breuning 1939. Prosoplus pictus ingår i släktet Prosoplus och familjen långhorningar. Inga underarter finns listade i Catalogue of Life.